# Nordic Noir

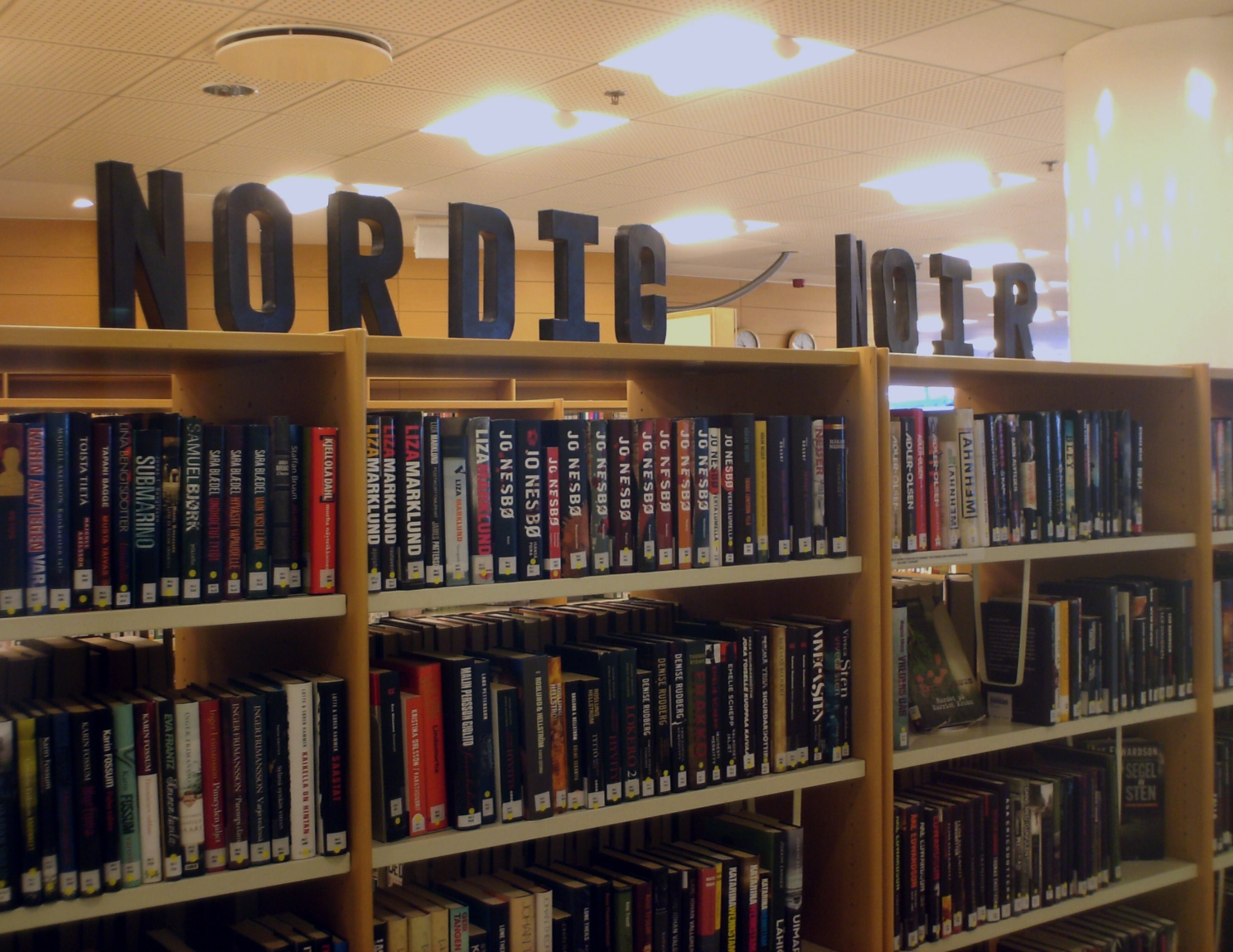
Nordic-Noir-Sortiment einer Bibliothek in Helsinki

Nordic Noir ist ein Literatur- und Filmgenre, welches Kriminalliteratur, -filme und -fernsehserien aus den nordischen, insbesondere skandinavischen Ländern umfasst. Oft synonym verwendete Begriffe sind Skandinavienkrimi, Nordic Crime, Nordic Killing, Scandinavian Noir, Scandic Noir und Scandi Noir. Im Deutschen wird zur Vermarktung auch der ältere Begriff Schwedenkrimi benutzt. Zu den bekanntesten Werken des Genres gehören Henning Mankells Romane um den Ermittler Kurt Wallander und Stieg Larssons Millennium-Romanreihe sowie die entsprechenden Verfilmungen. Besonders populär wurde das Genre ab Mitte der 1990er Jahre durch zahlreiche Fernsehserien. Die Geschichten dienten den Autoren auch dazu, Gesellschaftskritik zu üben, zum Beispiel Kritik am Bild skandinavischer Länder als Wohlfahrtsstaaten.

## Geschichte
Als Ursprung des Genres im Literaturbereich wird die von 1965 an erschienene Romanserie Roman über ein Verbrechen des schwedischen Autorenduos Maj Sjöwall und Per Wahlöö mit der Hauptfigur Martin Beck angesehen. Neben dem Vorkommen von scharfer Gesellschaftskritik war an den Romanen neu, dass die Ermittler nicht als Superhelden, sondern als Charaktere voller persönlicher und familiärer Probleme gezeichnet waren. Auch die ab 1991 veröffentlichten Romane des Schweden Henning Mankell über den Kommissar Kurt Wallander zählen als Genre-begründend. Bedeutende Vertreter des Genres sind zudem Leif G. W. Persson mit Romanen um den Ermittler Lars Martin Johansson; Jo Nesbø, dessen Romane mit dem Protagonisten Harry Hole ab 1997 erschienen, sowie Stieg Larsson mit der ab 2005 posthum publizierten Millennium-Trilogie um den Journalisten Mikael Blomkvist und die Hackerin Lisbeth Salander.
Insbesondere die Romane von Mankell, Persson und Larsson erreichten beträchtliche Verbreitungszahlen. Von Mankells Büchern etwa wurden binnen 25 Jahren circa 30 Millionen Exemplare in 40 Ländern verkauft, von Larssons drei Romanen innerhalb eines Jahrzehnts sogar 75 Millionen Exemplare in 50 Ländern. Die Romane bildeten durch die Vielzahl der Menschen, von denen sie konsumiert wurden, eine wesentliche Grundlage für den Erfolg des Genres in Film und Fernsehen seit Mitte der 1990er Jahre. Es wurden manche Romane oder Figuren daraus für Filme oder Fernsehserien adaptiert. Zu den Verfilmungen gehören die Fernsehserie Mankells Wallander (2005–2013) und die auch in Kinos vorgeführte, schwedische Millennium-Filmreihe von 2009/2010. Es entstanden aber auch filmische Werke, die nicht auf Romanen basieren, darunter die dänische Fernsehserie Kommissarin Lund – Das Verbrechen (2007–2012), die dänisch-schwedische Fernsehreihe Die Brücke – Transit in den Tod (2011–2018) und der schwedische Kinofilm Die Spur der Jäger (1996), der mit einem weiteren Kinofilm (2011) und einer Fernsehserie (2018) fortgesetzt wurde.
Erst im Jahr 2010 kam Nordic Noir als Begriff für skandinavische Krimis auf – in Analogie zu den bereits etablierten Begriffen Roman noir, Film noir und Neo-Noir. Der Fachliteratur gemäß prägte ihn erstmals das Skandinavien-Department des University College London, indem es im März des Jahres einen Blog und einen Buchclub initiierte, die sich auf Nordic Noir konzentrierten. Noch im selben Jahr griff die britische Presse den Ausdruck auf und veröffentlichte die BBC einen Dokumentarfilm über das Genre, der die Bezeichnung im Titel trägt. Etwa ein Jahr nach Erscheinen des Dokumentarfilms ging die Webseite nordicnoir.tv online, mit der die englische Vertriebsfirma Arrow Films skandinavische Fernsehkrimis zu vermarkten begann. Nordic Noir zählt auch deshalb auch als Marke.
Ab den 1990er Jahren beteiligten sich auch Fernsehsender aus Deutschland an Produktion, Finanzierung und Vertrieb von filmischen Nordic-Noir-Werken. Koproduzierend fungierten zum Beispiel das ZDF bei der dänisch-deutschen Fernsehserie Der Adler – Die Spur des Verbrechens (2004–2006) und die ARD bei Mankells Wallander. Seit 2007 ist vor allem das ZDF bzw. seine Vertriebsfirma ZDF Enterprises an vielen nordischen Krimis beteiligt, darunter an den Serien Der Kommissar und das Meer, Kommissarin Lund – Das Verbrechen (beide seit 2007), Die Brücke – Transit in den Tod und Trapped – Gefangen in Island (seit 2015). Die Medienwissenschaftler Hansen und Waade hoben die Aktivitäten von ZDF Enterprises als „extrem wichtig“ für die internationale Verbreitung von Nordic Noir hervor.
Nordic-Noir-Werke aus den nordischen Ländern wurden auch in anderen Ländern für Filme und Fernsehserien adaptiert. Dazu gehören die britische Fernsehfilmreihe Kommissar Wallander (2008–2015) und die US-amerikanischen Leinwandadaptionen von Romanen aus der Millennium-Trilogie, beginnend 2011. Zu den Werken, die außerhalb der nordischen Länder entstanden, aber von Nordic-Noir-Werken beeinflusst und als Werke des Genres beworben wurden, gehört die britische Fernsehserie Marcella (seit 2016).

## Charakteristika

### Themen und Inhalt
Ein wesentliches Charakteristikum von Werken des Genres ist Gesellschaftskritik, die in ihnen zum Ausdruck kommt, oder, wie der Medienwissenschaftler Glen Creeber es nennt, „ein Interesse am Aufdecken der dunklen Schwachstellen der zeitgenössischen Gesellschaft“. Ein wichtiges Beispiel ist die Millennium-Trilogie, in der der Journalist Blomkvist als Reflexion des früher ebenfalls als Journalist tätigen Autors Stieg Larsson fungiert, dessen Anliegen die Offenlegung von Rechtsextremismus in Schweden war. Nach Einschätzung anderer Rezipienten räumt das Genre mit dem lange idealisierten Bild von Skandinavien als „Hort von Wohlfahrt und Egalität“ auf, demontiere es „das Bild des konfliktfreien skandinavischen Wohlfahrtsstaats“ und eines erfolgreichen Mittelwegs zwischen Kapitalismus und Kommunismus, für das die nordischen Gesellschaften ab den 1950er Jahren bekannt geworden seien. Das Genre zeige die nordische Welt auf eine Art, wie man sie früher nicht kannte und nicht kennen wollte, wie etwa in einer Geschichte aus der Wallander-Reihe, in der die Behörden bei einer Familie fünf verwahrloste Kinder entdecken. In diesem Beispiel werde genretypisch die Frage, wie es dazu kommen konnte, gegenüber der Frage favorisiert, wer der Schuldige sei.

### Ästhetik
Zu den wichtigsten Eigenschaften von Nordic-Noir-Werken zählt auch eine Film-noir-ähnliche, von schwacher Beleuchtung geprägte Ästhetik, die mit einem „langsamen und melancholischen Erzähltempo“ einhergeht. Die in der Handlung aufgeworfenen Probleme werden auch durch die Schauplätze reflektiert; mysteriöse und unwirtliche Landschaften würden oft als Symbolisierung des psychischen Befindens ihrer wiederholt mit Problemen belasteten Ermittler verstanden. Zum Beispiel nutzte Henning Mankell in seinen Romanen Beschreibungen des Wetters dazu, die Gefühle seiner Figuren oder den Ermittlungsfortschritt auszudrücken, oder haben Åsa Larssons Figuren eine symbiotische Beziehung zur Landschaft im hohen Norden, dem Schauplatz von Larssons Romanen.

## Autoren
Zu den Autoren, die zur Entstehung und Etablierung dieses Genres beigetragen haben, gehören:
- Finnisch:
  - Leena Lehtolainen (* 1964)
  - Reijo Mäki (* 1958)
  - Mikko Porvali (* 1980)
  - Matti Rönkä (* 1959)
  - Christian Rönnbacka (* 1969)
- Isländisch:
  - Arnaldur Indriðason (* 1961)
  - Yrsa Sigurðardóttir (* 1963)
  - Ragnar Jónasson (* 1976)
- Dänisch:
  - Jussi Adler-Olsen (* 1950)
  - Leif Davidsen (* 1950)
  - Peter Høeg (* 1957)
  - Michael Larsen (* 1961)
- Norwegisch:
  - Alex Dahl (* 1982)
  - Kjell Ola Dahl (* 1958)
  - Thomas Enger (* 1973)
  - Karin Fossum (* 1954)
  - Anne Holt (* 1958)
  - Jørn Lier Horst (* 1970)
  - Hans Olav Lahlum (* 1973)
  - Christer Mjåset (* 1973)
  - Jo Nesbø (* 1960)
  - Pernille Rygg (* 1963)
  - Gunnar Staalesen (* 1947)
  - Frode Sander Øien (Samuel Bjørk) (* 1969)
- Schwedisch:
  - Jan Arnald (Arne Dahl) (* 1963)
  - Karin Alvtegen (* 1965)
  - Majgull Axelsson (* 1947)
  - Annika Bryn (* 1945)
  - Liselotte Divelli
  - Åke Edwardson (* 1953)
  - Kerstin Ekman (* 1933)
  - Kjell Eriksson (* 1953)
  - Anna Jansson (* 1958)
  - P. C. Jersild (* 1935)
  - Mari Jungstedt (* 1962)
  - Mons Kallentoft (* 1968)
  - Anna Karolina (* 1974)
  - Robert Karjel (* 1965)
  - Camilla Läckberg (* 1974)
  - Jens Lapidus (* 1974)
  - Stieg Larsson (1954–2004)
  - Åsa Larsson (* 1966)
  - Göran Lundin (* 1950)
  - Henning Mankell (1948–2015)
  - Liza Marklund (* 1962)
  - Håkan Nesser (* 1950)
  - Leif G. W. Persson (* 1945)
  - Carl-Johan Vallgren (* 1964)
  - Maj Sjöwall (1935–2020)
  - Per Wahlöö (1926–1975)
  - Johan Theorin (* 1963)
  - Helene Tursten (* 1954)
  - Lars Kepler
- Färöisch:
  - Jógvan Isaksen (* 1950)